# Lobo di Roche

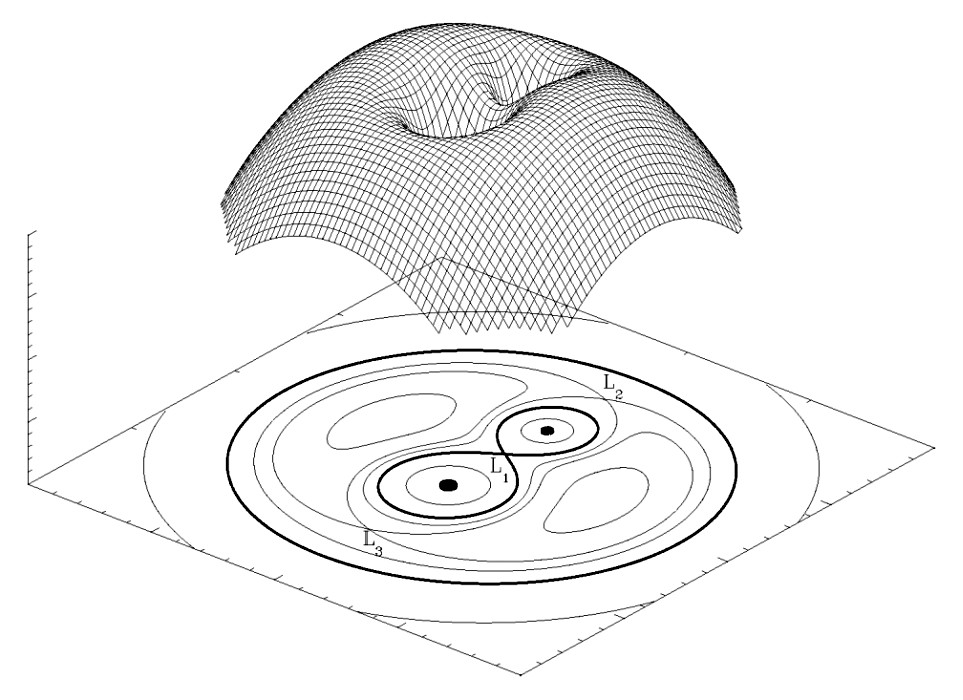
Una rappresentazione 3D dell'energia potenziale di una stella binaria

In astronomia, il lobo di Roche è una regione di spazio attorno a una stella che fa parte di un sistema binario, all'interno del quale il materiale orbitante è gravitazionalmente legato a questa stella. Il materiale esterno al lobo può invece cadere sull'altra stella. Questo succede quando la stella stessa si espande oltre il proprio lobo di Roche, e i suoi strati esterni finiscono per cadere sull'altra stella. 
Un lobo di Roche ha una forma somigliante a quella di una goccia, con la parte appuntita rivolta verso l'altra stella (il vertice è il punto lagrangiano L1 del sistema).
Si tratta di un concetto differente rispetto al limite di Roche, ovvero la distanza dalla sorgente di un campo gravitazionale a cui un oggetto tenuto insieme esclusivamente dalla gravità comincia a disgregarsi per effetto delle forze mareali. Sia il lobo di Roche sia il limite di Roche debbono il loro nome all'astronomo francese Édouard Roche.

## Descrizione
Dalla descrizione fornita segue che ogni sistema binario contiene due lobi di Roche, uno per ogni stella. Questi volumi sono definiti da una particolare superficie di uguale energia potenziale gravitazionale. Questa è calcolata in un sistema di riferimento corotante con il sistema binario. Poiché questo sistema di riferimento è non-inerziale, il potenziale gravitazionale dovuto alle due masse delle stelle (che varia con l'inverso della distanza dal centro di ogni stella) deve essere sommato a uno pseudo-potenziale che corrisponde alla forza centrifuga. Questo pseudo-potenziale è proporzionale al quadrato della distanza perpendicolare dall'asse di rotazione del sistema.
Vicino alle due stelle, le superfici equipotenziali sono approssimativamente sferiche e concentriche alla stella più vicina. Lontano dal sistema binario, sono approssimativamente ellissoidali ed elongate parallelamente all'asse che unisce le stelle. Una superficie equipotenziale critica si interseca al punto di Lagrange del sistema, formando una figura a due lobi a forma di otto con una delle due stelle al centro di ogni lobo. Questa superficie critica equipotenziale definisce i due lobi di Roche.

## Trasferimento di massa
Quando la materia si muove nel sistema, per esempio a causa di un trasferimento di massa, il moto relativo al sistema di riferimento corotante sarà soggetto alla forza di Coriolis. Quest'ultima non è derivabile dal modello del lobo di Roche perché è una forza non conservativa (cioè non rappresentabile da un potenziale scalare).
Quando un oggetto si estende oltre il suo lobo di Roche, il materiale che si trova al di fuori della superficie-limite può precipitare all'interno del lobo di Roche dell'altro corpo attraverso il primo punto di Lagrange. Questo effetto viene chiamato trasferimento di massa via flusso dal lobo di Roche e abbreviato in RLOF, acronimo dell'inglese Roche-lobe overflow.
Quest'effetto può autoalimentarsi, giacché una riduzione della massa implica un restringimento del lobo di Roche, e potrebbe portare alla disgregazione dell'oggetto. Questo però in generale non avviene per varie ragioni. La riduzione di massa del donatore comporta anche un suo restringimento, che può arrestare il proseguimento della cessione di materia. Inoltre il trasferimento di massa tra le due componenti binarie comporta anche il trasferimento di momento angolare. Inoltre la cessione di massa da parte del donatore più massiccio comporta in generale una riduzione dell'orbita, mentre il caso opposto comporta un'espansione dell'orbita, per la conservazione del momento angolare. L'espansione dell'orbita comporta un ridotto restringimento o addirittura un'espansione del lobo del donatore, impedendo così la distruzione del donatore.
La fuoriuscita di materiale dal lobo di Roche è coinvolta in una serie di fenomeni astronomici fra cui le novae ricorrenti, le stelle binarie composte da una gigante rossa e una nana bianca, in cui si nota un flusso di materiale verso quest'ultima componente, le stelle binarie a raggi X e le pulsar millisecondo (pulsar superveloci).

### Suddivisione
Il trasferimento di massa via flusso dal lobo di Roche (RLOF) può essere suddiviso in tre casi distinti:

#### Caso A
Il caso avviene quando il donatore è una stella di sequenza principale che brucia idrogeno. Il caso A viene ulteriormente suddiviso in una serie di sottocasi:

##### AD dinamico
È la situazione relativa a una stella con una profonda zona convettiva. Il trasferimento di massa avviene in tempi rapidi calcolati su una scala del tempo dinamica e può finire con una collisione stellare.

##### AR a contatto rapido
È simile alla situazione AD, ma relativa a una stella che sta rapidamente accumulando massa e contemporaneamente aumenta di dimensioni in modo sufficiente a raggiungere il suo lobo di Roche. In questa situazione, il sistema si manifesta come binaria a contatto del tipo variabile W Ursae Majoris.

##### AS a contatto lento
È simile alla AR, ma con un corto periodo di veloce trasferimento di massa seguito da un periodo molto più lungo di trasferimento lento. Quando alla fine le stelle verranno a contatto, esse saranno notevolmente cambiate. Una variabile Algol è il risultato di una situazione di questo tipo.

##### AEearly overtaking
È simile alla AS, ma la stella che guadagna massa precede la stella donatrice nel passare oltre la sequenza principale. Il donatore può restringersi al punto da arrestare il trasferimento di massa, ma alla fine il processo riprende perché l'evoluzione stellare continua il suo corso.

##### ALlate overtaking
È il caso in cui la stella che inizialmente fungeva da donatore diventa una supernova, dopo che l'altra stella ha completato il suo RLOF.

##### AB binario
È il caso in cui le stelle alternano almeno tre volte nel ruolo di donatore RLOF (può essere considerato un sottocaso del precedente)

##### ANno overtaking
È il caso in cui la stella che inizialmente fungeva da donatore diventa una supernova prima che l'altra raggiunge la fase di donatore.

##### AG gigante
Il trasferimento di massa ha inizio soltanto quando la stella ha raggiunto il ramo delle giganti rosse, ma prima di aver esaurito tutto l'idrogeno del suo nucleo (nel qual caso viene descritta dal caso B).

#### Caso B
Il caso B avviene quando il trasferimento di massa RLOF inizia mentre il donatore è nella fase di aver esaurito l'idrogeno del nucleo e di utilizzare quello del guscio. Questa situazione si può ulteriormente suddividere nelle classi Br e a seconda che la cessione di massa avvenga da una stella dominata da una zona radiativa (Br) e perciò evolva in situazione come nel Caso A, oppure sia in zona convettiva (Bc) dopo di che si sviluppa un inviluppo comune simile al Caso C.
Una suddivisione alternativa dei casi è Ba, Bb e Bc, che corrispondono grossolanamente a fasi RLOF che avvengono durante la fusione dell'elio, dopo la fusione dell'elio ma prima della fusione del carbonio, o dopo la fusione del carbonio in una stella ormai fortemente evoluta.

#### Caso C
Il caso C avviene quando il trasferimento di massa RLOF inizia con il donatore che è fase di bruciare l'elio del guscio o anche oltre. Questi sistemi sono stati osservati solo molto raramente, ma questa potrebbe essere una distorsione dovuta a un effetto di selezione.